# Люцерн
Люце́рн (нім. Luzern) — місто в Швейцарії, розташоване в центрі Швейцарського плато, адміністративний центр кантону Люцерн, і виборчого округу Люцерн-Штадт.
Завдяки своєму розташуванню на березі Люцернського озера (нім. Vierwaldstättersee) та його витоку, річці Ройс, з видом на гори Пілатус та Рігі у Швейцарських Альпах, Люцерн здавна є популярним туристичним напрямком. Однією з визначних пам'яток міста є Капличний міст (німецька Kapellbrücke), дерев'яний міст, споруджений у XIV столітті.
Офіційною мовою Люцерна є німецька але основною розмовною мовою є місцевий варіант алеманського швейцарсько-німецького діалекту, люцернський німецький.

## Географія
Місто розташоване на березі Фірвальдштеттського озера за 70 км на схід від Берна. Люцерн має площу 29,1 км², з яких на 47,8 % дозволяється будівництво (житлове та будівництво доріг), 27,9 % використовуються в сільськогосподарських цілях, 22,3 % зайнято лісами, 2 % не є продуктивними (річки, льодовики або гори).

## Демографія
2019 року в місті мешкало 82 257 осіб (+6,2 % порівняно з 2010 роком), іноземців було 24,4 %. Густота населення становила 2827 осіб/км².За віковим діапазоном населення розподілялося таким чином: 16,2 % — особи молодші 20 років, 64,3 % — особи у віці 20—64 років, 19,4 % — особи у віці 65 років та старші. Було 41369 помешкань (у середньому 1,9 особи в помешканні). Із загальної кількості 82 060 працюючих 171 був зайнятий в первинному секторі, 7364 — в обробній промисловості, 74 525 — в галузі послуг.

### Релігія
Місто виросло навколо абатства Санкт-Леодегар, заснованого в 840 році, і залишалося сильно католицьким аж до XXI століття. До 1850 року 96,9 % населення були католиками, у 1900 році — 81,9 %, а в 1950 році — все ще 72,3 %. За даними перепису 2000 року, релігійна приналежність населення Люцерна була такою: 35 682 (60 %) римо-католики, 9 227 (15,5 %) протестанти, ще 1 979 (3,33 %) представників інших християнських конфесій; 1 824 особи (3,07 % населення) мусульмани; 196 осіб (0,33 % населення) — євреї. З решти 1 073 (1,8 %) особи сповідували іншу релігію; 6 310 (10,61 %) заявили, що не належать до жодної організованої релігії; 3 205 (5,39 %) не відповіли на запитання.

## Економіка
Станом на 2012 рік у муніципалітеті було зайнято 77 641 особа. З них 166 осіб працювали в 53 підприємствах первинного сектора економіки. У вторинному секторі було зайнято 7326 працівників у 666 окремих підприємствах. Нарешті, третинний сектор забезпечив 70 149 робочих місць у 6929 підприємствах. У 2013 році 11,0 % населення отримувало соціальну допомогу. Станом на 2000 рік 51,7 % населення муніципалітету було зайнято в тій чи іншій сфері. При цьому жінки становили 47,9 % робочої сили.
У Люцерні розташовані штаб-квартири низки великих швейцарських компаній, зокрема залізничної компанії AlpTransit Gotthard, Schindler Group, Chronoswiss, Emmi та Luzerner Kantonalbank. Також розташована компанія Suva, одна з найстаріших швейцарських компаній зі страхування від нещасних випадків, а також Люцернський університет, наймолодший з університетів Швейцарії. Завдяки постійній політиці зниження податків Люцерн став найсприятливішим для бізнесу кантоном Швейцарії. Станом на 2012 рік Люцерн пропонує найнижчу ставку корпоративного податку на кантональному рівні у Швейцарії.
Однією з перших галузей, орієнтованих на експорт, було виробництво коси з XIV століття. Люцерн імпортував залізо та сталь, а ковалі міста виробляли коси, які експортувалися до західної Швейцарії та північної Італії.[ Майстерні ковалів розташовувалися на околиці міста через побоювання пожеж. Майстерні біля струмка Кріенбах мали молоти, що приводилися в рух водяними млинами.
Крім того, Люцерн також пропонує дуже помірні ставки податку на доходи фізичних осіб. У опублікованому дослідженні податкового індексу BAK Basel Economics за 2012 рік Люцерн посів 4-те місце з податковою ставкою, яка лише на 2 % вища за ставку найвищого кантону в цьому порівнянні.

## Визначні місця

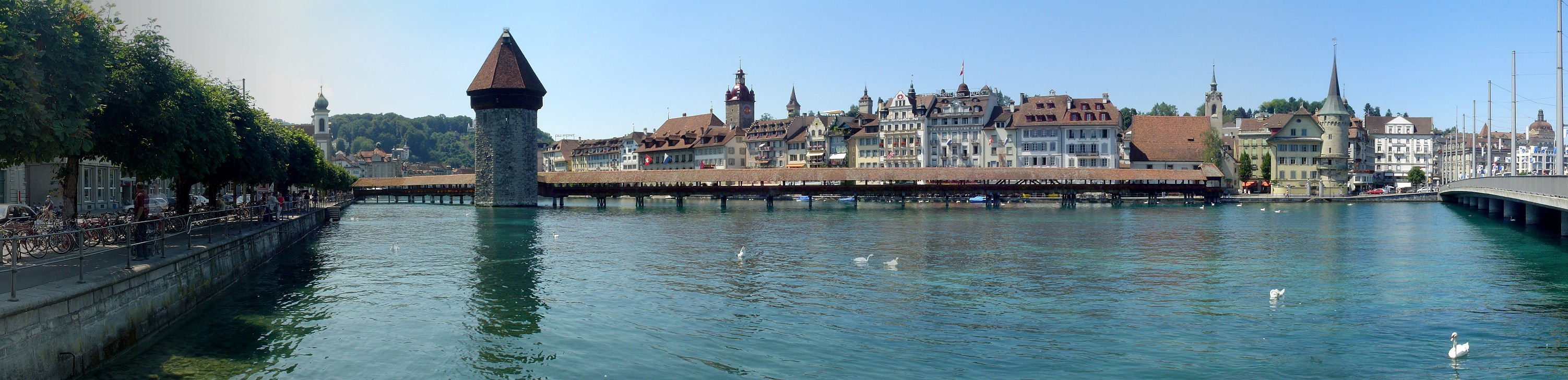
Вид на Люцерн з мостом Капелльбрюке, вежею Вассертурм і ратушею

«Візитною карткою» Люцерна є вежа Вассертурм і міст Капелльбрюке.
Поруч із залізничним вокзалом знаходиться Центр культури та Конгресів (KKL). Сама будівля, закінчена в 1999 році французьким архітектором Жаном Нувелем, являє собою зразок сучасної архітектури та дизайну. У Центрі, на четвертому поверсі, знаходиться Кунстмузеум — Музей Мистецтва м. Люцерн. Сам Центр, площа і набережна біля нього часто є майданчиком для виставок, концертів, фестивалів.
«Лев, що помирає» (нім. Das Löwendenkmal) — робота данського скульптора Торвальдсена, належить до числа всесвітньо відомих скульптур. Цей пам'ятник був споруджений на честь солдатів швейцарської гвардії, які загинули під час штурму палацу Тюїльрі 10 серпня 1792, захищаючи життя французького короля. Марк Твен описав цей пам'ятник як «найсумнішу та найзворушливішу кам'яну статую у світі».
У Люцерні збереглася значна ділянка середньовічного муру Музеггмауер (спорудженого близько 1400 року, завдовжки 870 м) з вісьмома високими вежами. Три з них відкриті для відвідування. Годинники однієї з веж мають привілей видзвонювати кожну годину на одну хвилину раніше, ніж усі інші міські годинники. У Швейцарії зараз вже майже не залишилося міст із середньовічними мурами, і в цьому полягає ще одна відмітна риса Люцерна.
Поруч з церквою Єзуїтів розташований Лицарський палац. Спочатку ця ренесансна будівля належала ордену єзуїтів, а з 1804 року стала резиденцією міської адміністрації. Його внутрішній двір з тосканською колонадою — справжній куточок сонячної Італії.
У Люцерні розташований найбільший в Європі музей транспорту.

## Спорт
У місті є кілька футбольних клубів. Найуспішнішим з них є ФК «Люцерн», який грає у вищій лізі Швейцарії (Швейцарській Суперлізі). Клуб проводить домашні матчі на новому стадіоні «Свісспорарна» місткістю 16 800 глядачів.
Головною хокейною командою міста є ХК «Люцерн», який грає у Другій швейцарській лізі, четвертому дивізіоні швейцарського хокею. Свої домашні ігри вони проводять в «Айзцентрумі Люцерна», що вміщує 5000 глядачів.
У минулому Люцерн також досягав успіхів на національному рівні в чоловічому гандболі, жіночому волейболі та софтбол
Маючи давні традиції кінного спорту, Люцерн був співорганізатором CSIO Switzerland, міжнародного турніру з конкуру, доки той у 2006 році повністю не переїхав до Санкт-Галлена у 2006 році. З того часу його замінив турнір Lucerne Equestrian Masters. Також щороку, зазвичай у серпні, тут проводяться кінні перегони.
Щорічно в Люцерні на озері Ротзее проходить фінальний етап Кубка світу з веслування. У Люцерні проводилися численні чемпіонати світу з академічного веслування, включаючи перший чемпіонат світу 1962 року, а потім регати 1974, 1982 та 2001 років.
У Люцерні щорічно проводиться легкоатлетичний турнір Spitzen Leichtathletik Luzern, який приваблює спортсменів світового класу, таких як Йохан Блейк та Валері Адамс.
У місті також є можливості для занять хокеєм, фігурним катанням на ковзанах, гольфом, плаванням, баскетболом, регбі, скейтбордингом, скелелазінням та іншими видами спорту.
Люцерн приймав турнір FIVB Beach Volleyball World Tour Lucerne Open 2015 та Чемпіонат світу FIVB Beach Volleyball U21 у 2016 році.
У місті періодично проводяться міжнародні шахові турніри. Останній був проведений у 1995 році.

## Відомі люди
- Ганс Ерні — відомий живописець та графік зі Швейцарії. Уславився стінописами та кольоровими літографіями, картонами для гобеленів, керамічними творами.

## Галерея

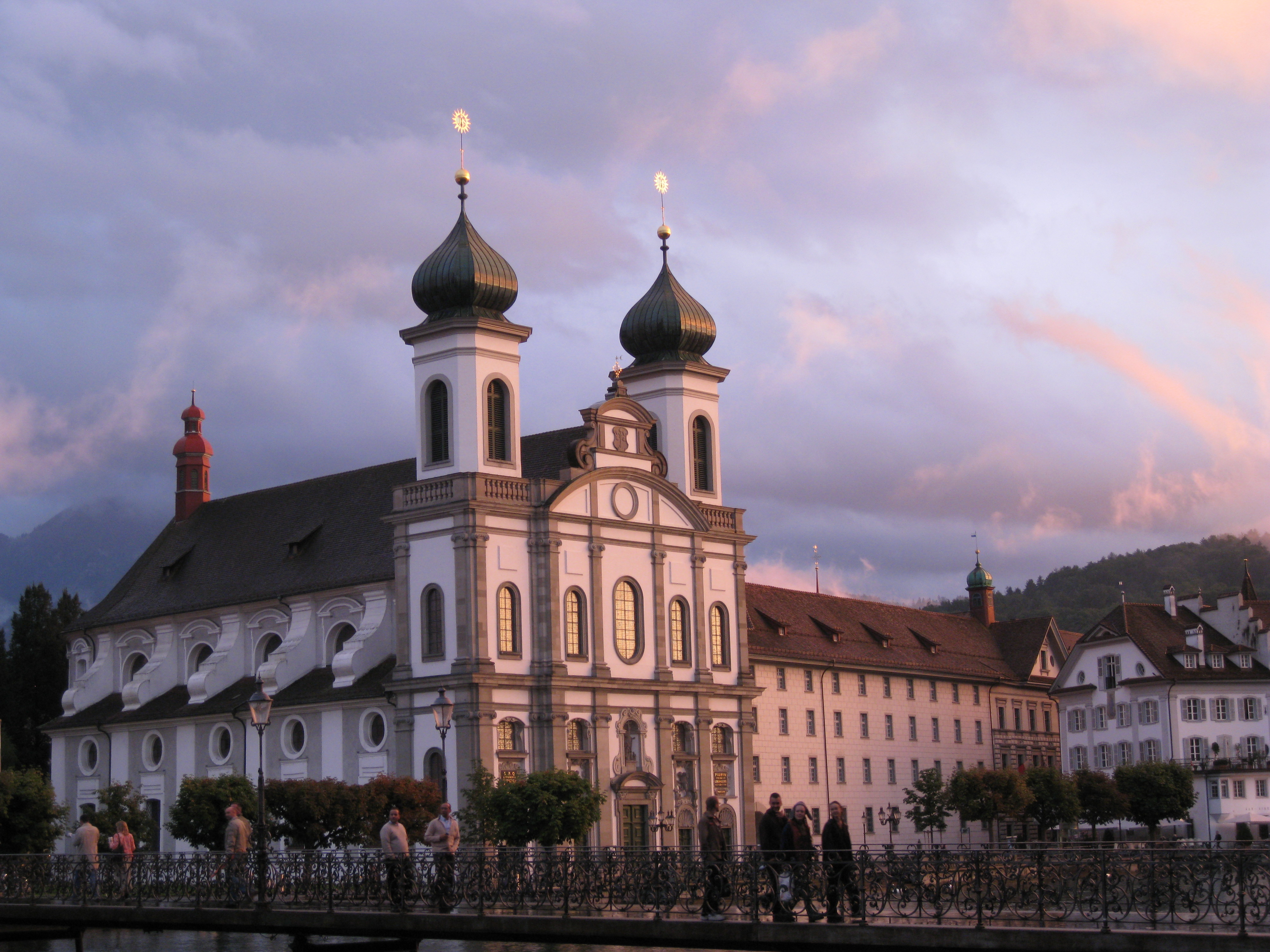
Єзуїтська церква
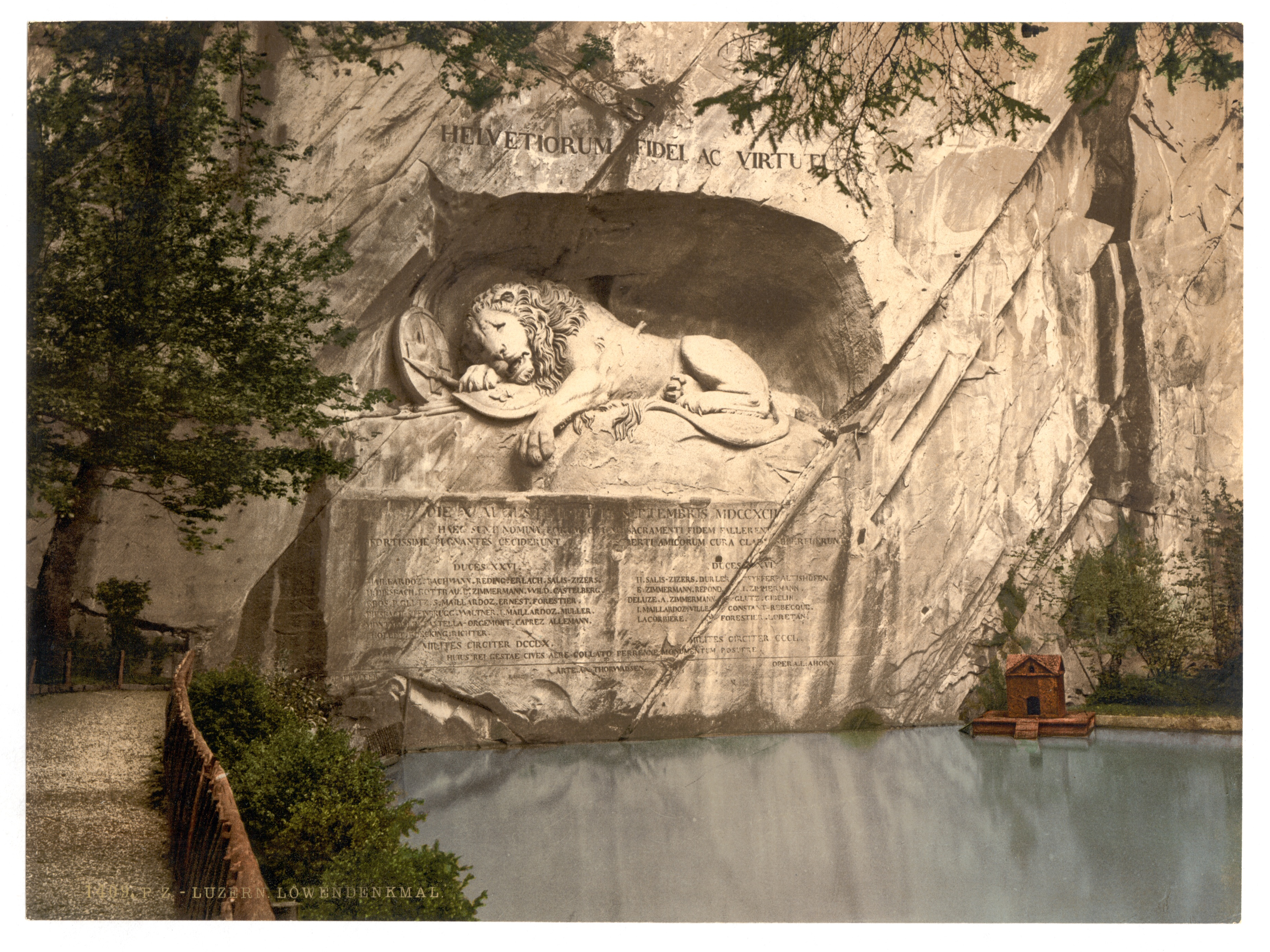
Пам'ятник Лев, що помирає (фото 1900 року)
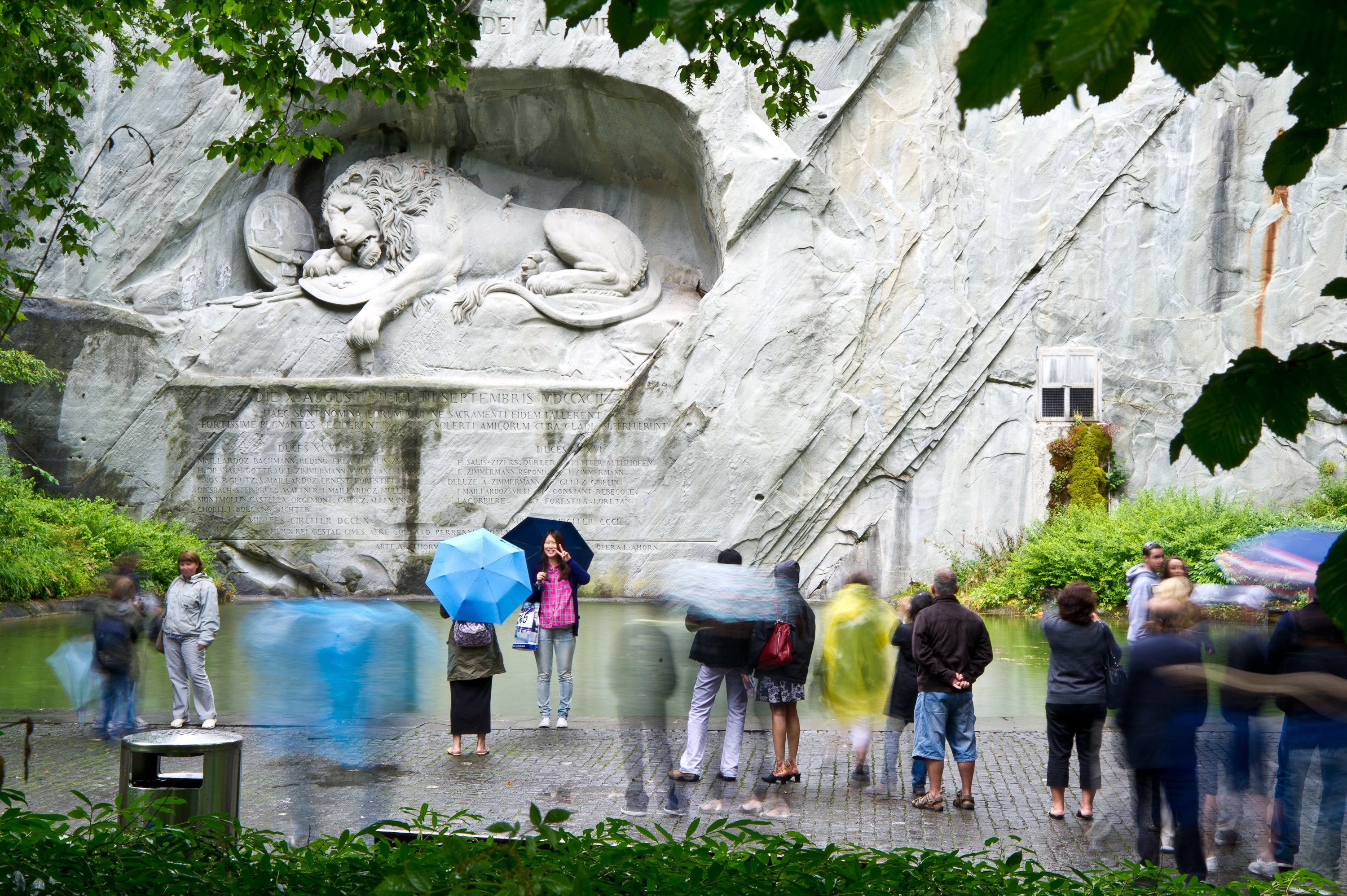
Пам'ятник Леву в Люцерні встановлений на честь швейцарських гвардійців Людовика XVI, яких було вбито в 1792 році під час Французької революції.
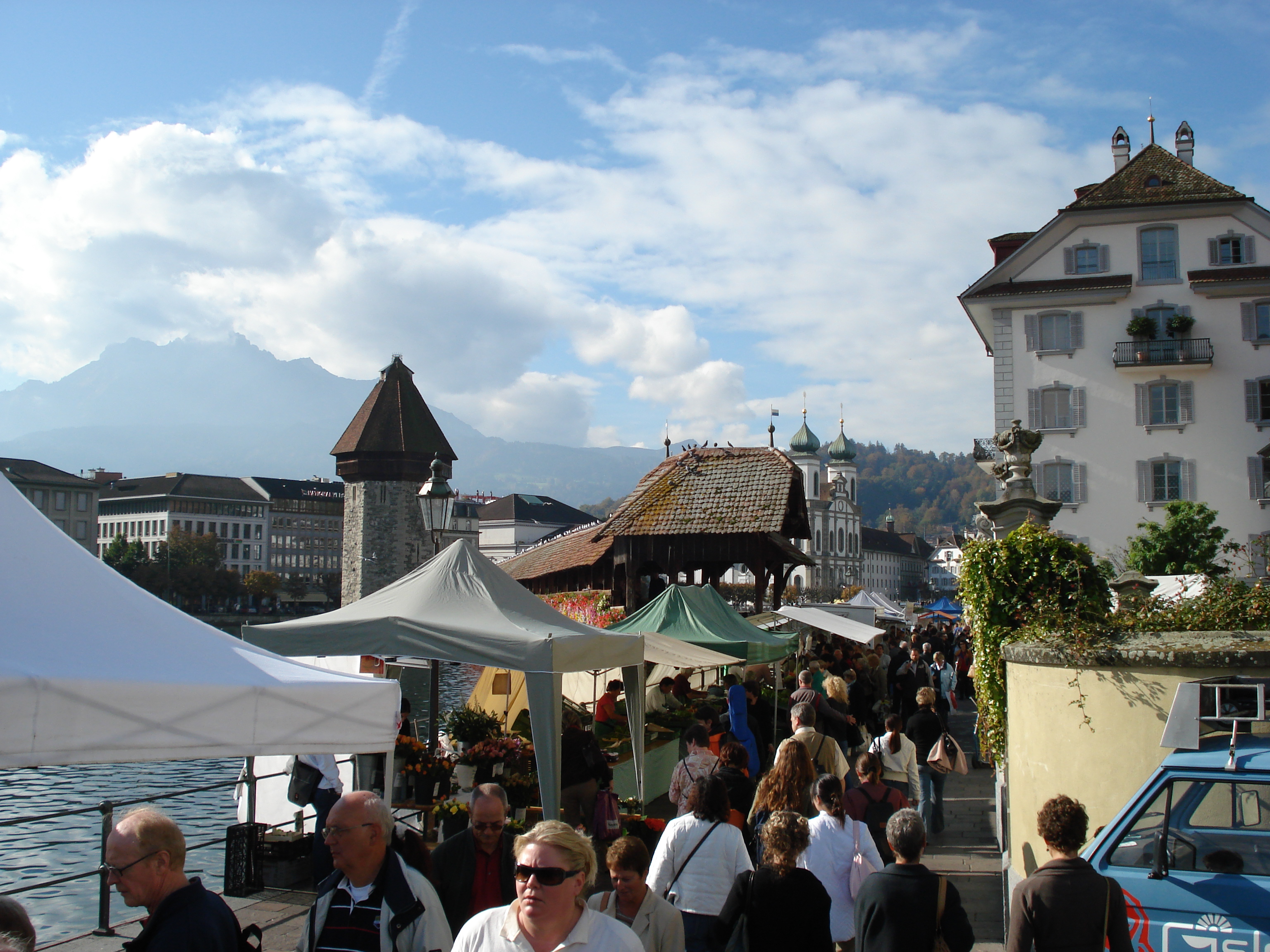
Переповнена Ратушна площа
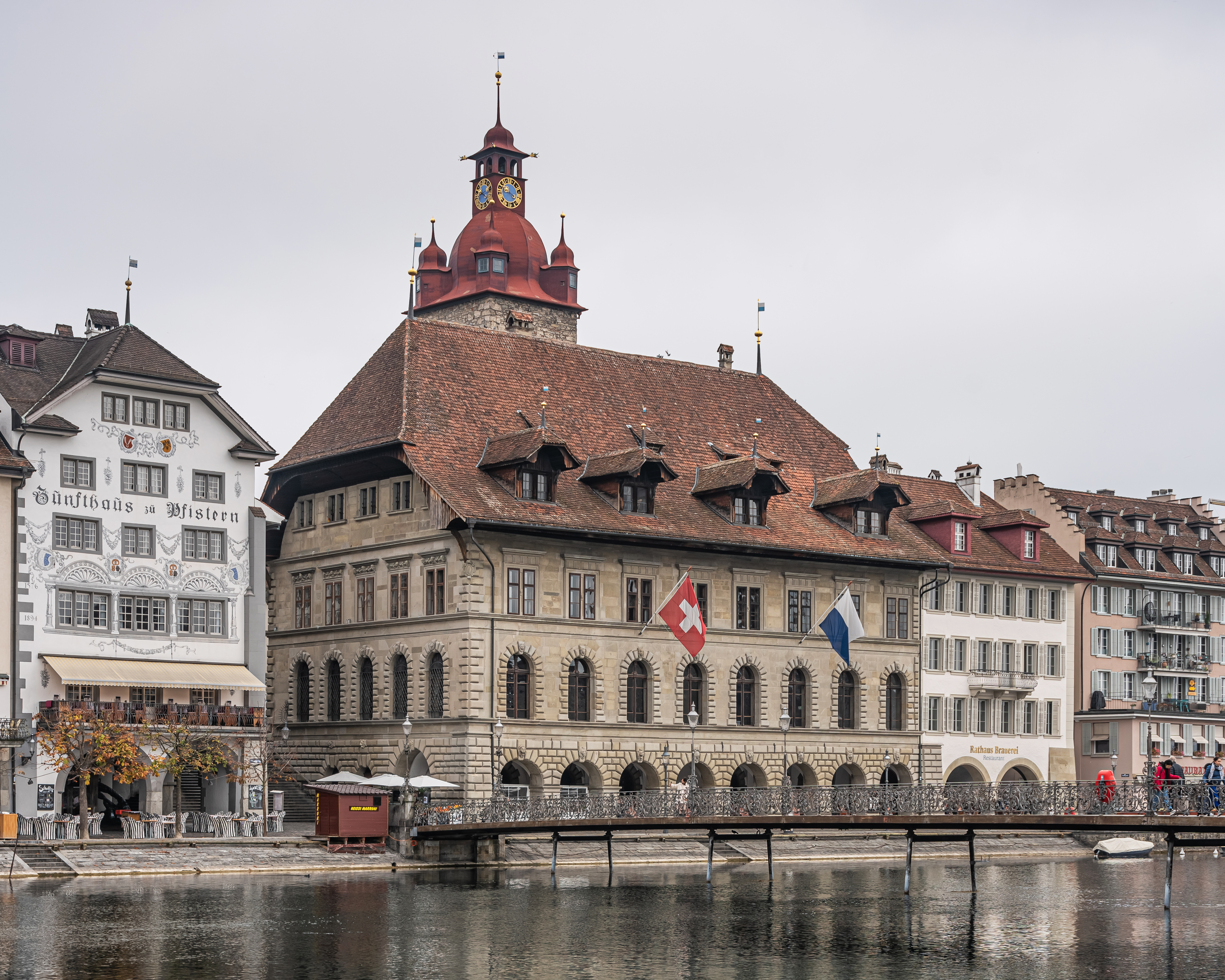
Ратуша Люцерна століттями була домівкою для міської влади.
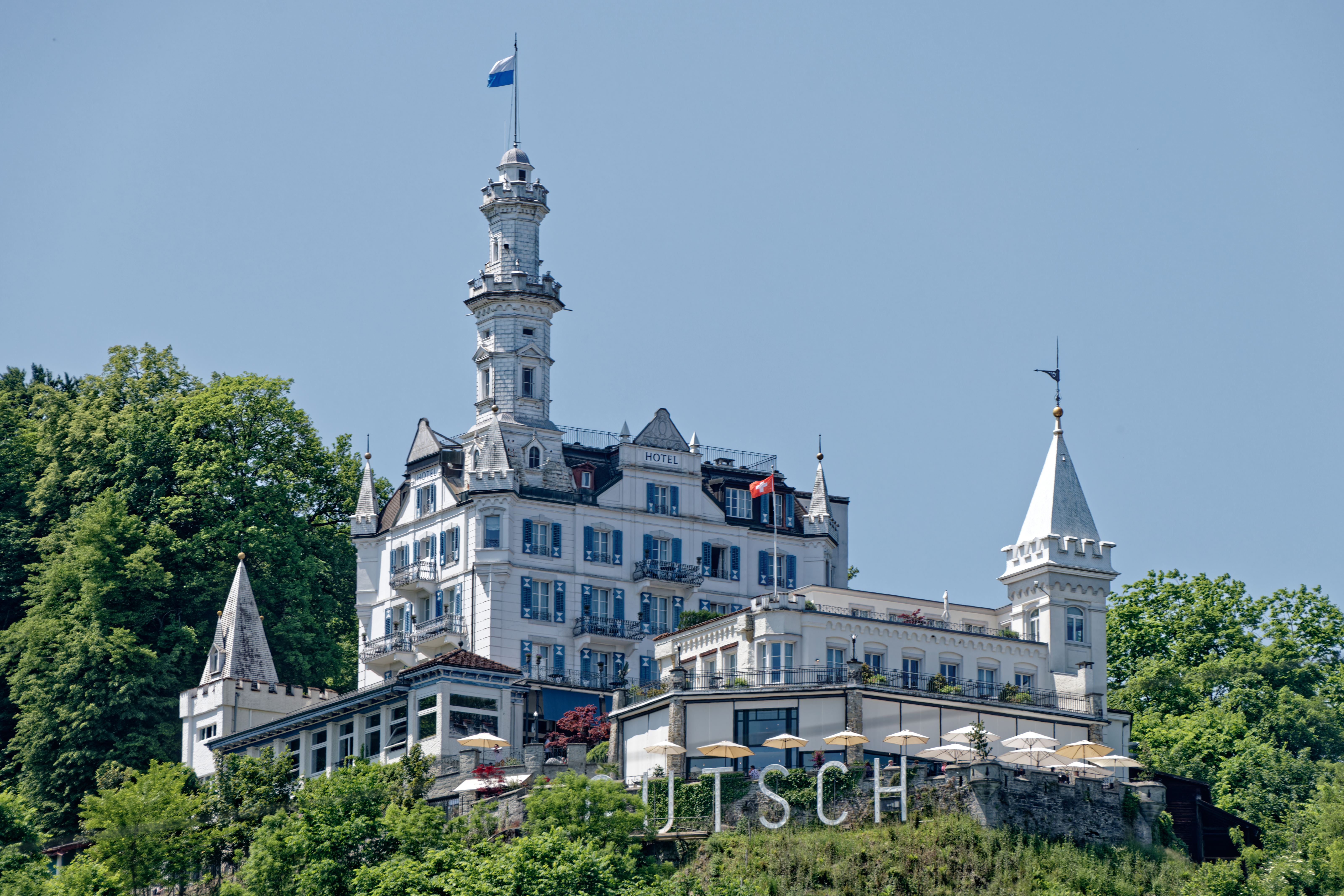
Шато Гютш[en]
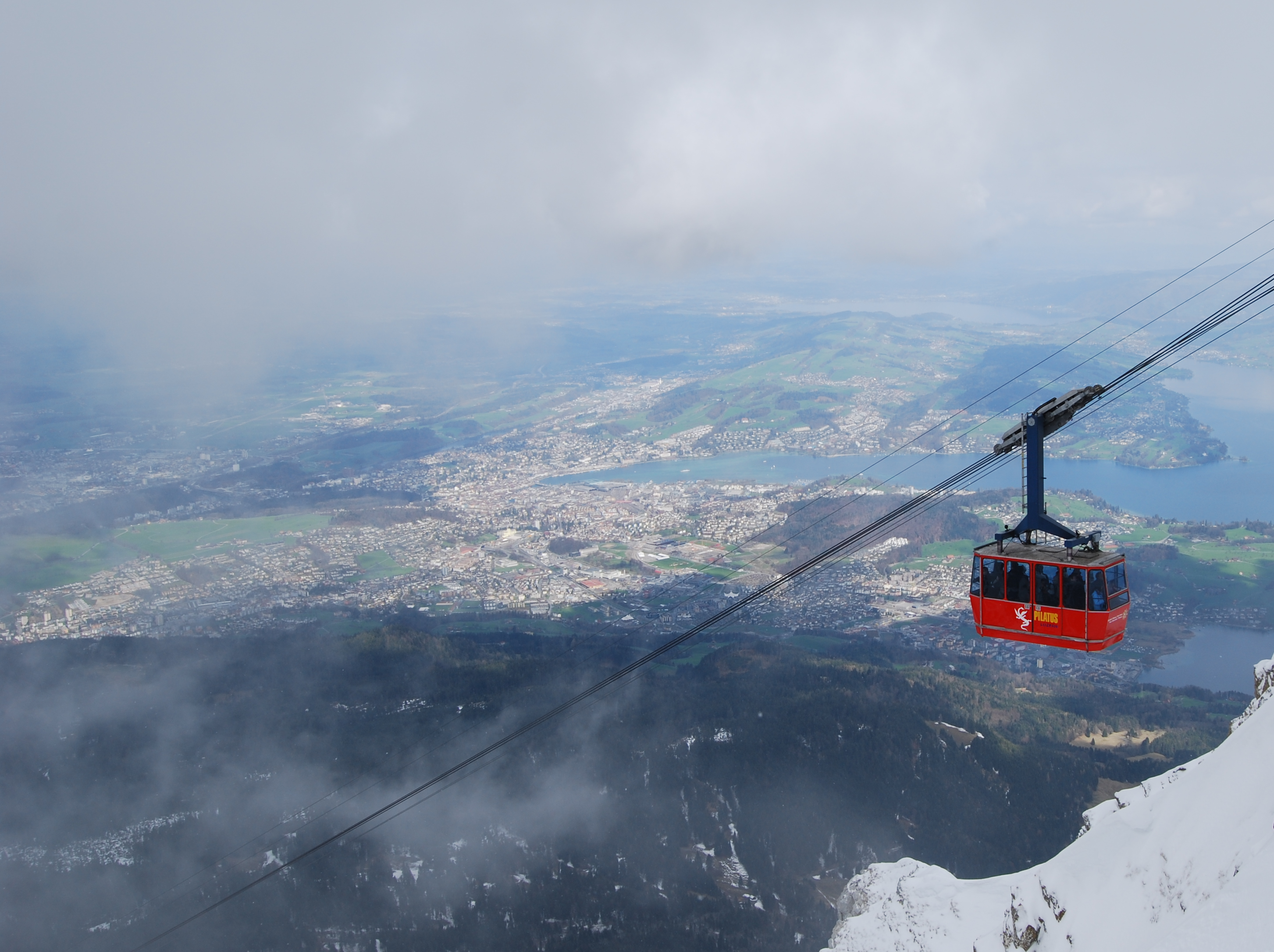
Вид на Люцерн з Пілатуса

## Позначки
1. ↑  Офіційною мовою в будь-якому муніципалітеті німецькомовної частини Швейцарії завжди є німецька мова. У цьому контексті термін «німецька» використовується як загальний термін для позначення будь-якого варіанту німецької мови. Таким чином, згідно із законом, ви можете спілкуватися з органами влади, використовуючи будь-який варіант німецької мови, в письмовій або усній формі. Однак органи влади завжди будуть використовувати швейцарську стандартну німецьку мову (також відому як швейцарський варіант стандартної німецької мови) в документах або будь-якій письмовій формі. А в усній мові це або Hochdeutsch (тобто швейцарська стандартна німецька мова або те, що конкретний мовець вважає високонімецькою), або це залежить від походження мовця, який діалектний варіант він використовує.